# Naloksazon
Naloksazon je ireverzibilni antagonist μ opioidnog receptora, koji je selektivan za μ1 receptorski podtip. Naloksazon ima dugotrajno antagonističko dejstvo, jer formira kovalentnu vezu na aktivnom mestu mi-opioidnog receptora, čime onemogućava drugim molekulima da se vežu za receptor, dok se konačno receptor ne reciklira putem endocitoze.
Poznato je da je naloksazon nestabilan u kiselim rastvorima, u kojima dolazi do dimerizacije u stabilniji i potentniji antagonist naloksonazin. U uslovima pod kojim dolazi do formiranja naloksonazina, naloksazon ne deluje kao ireverzibilni antagonist μ opioidnog receptora.